# Torremocha de Jiloca (ort)
Torremocha de Jiloca är en ort i Spanien.   Den ligger i provinsen Provincia de Teruel och regionen Aragonien, i den östra delen av landet, 200 km öster om huvudstaden Madrid. Torremocha de Jiloca ligger 985 meter över havet och antalet invånare är 160.
Terrängen runt Torremocha de Jiloca är kuperad åt nordväst, men åt sydost är den platt. Runt Torremocha de Jiloca är det glesbefolkat, med 13 invånare per kvadratkilometer. Närmaste större samhälle är Santa Eulalia, 2,9 km sydväst om Torremocha de Jiloca. Trakten runt Torremocha de Jiloca består till största delen av jordbruksmark.